# Orgilus lucidus
Orgilus lucidus är en stekelart som beskrevs av Turner 1927. Orgilus lucidus ingår i släktet Orgilus och familjen bracksteklar. Inga underarter finns listade i Catalogue of Life.